# 陳加儒

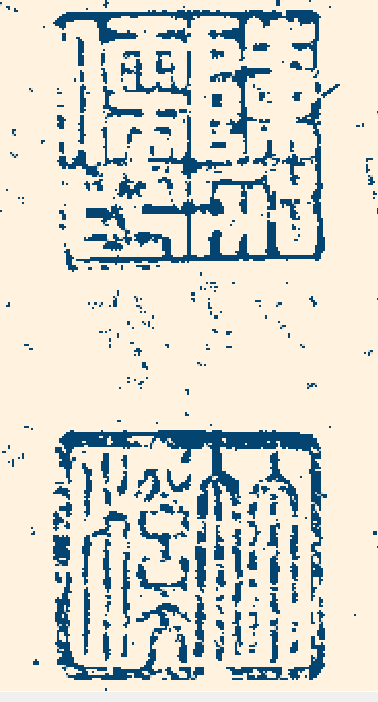
陳加儒印章

陳加儒（？年—？年），字綸士，號退齋，四川鄰水縣人， 雍正七年（1729年）己酉科舉人，乾隆十六年（1751年）任浙江處州府宣平縣知縣，時宣平縣大旱，陳知縣捐糧米銀二百餘兩。賑濟公帑銀二千餘兩。接運台穀漕米共五千石。災民不致流離失所，皆其功勞。次年又修撰《宣平縣誌》，文教由此振興；又重修縣衙儀門

。離職歸鄉後以教授生徒爲業，著有《潾山雜錄詩》、《靜淵齋稿》等書。

## 藝文
- 《屏山書屋》：空谷伊人興不孤，悠然精舍結書廚，墨池染翰澄靑壁，翠竹搖風罨畫圖，雨宿檐端雲黯淡，月穿簾際影虛無，長吟抱膝臨軒坐，疑是南陽舊草廬[12]。
- 《山途卽事》：步雲披路去，一線仄蹊通，日落半塘裏，天高午嶺中，湯城飛瀑布，丁鳥度長虹，薄暮山頭宿，斗牛看月宮[13]。
- 《旱賑》（乾隆十七年）：雲漢昭回徹上台，縱橫百里彗星開，禾麻斁耗暵如炙，蔀屋搶呼病欲頹，萬斛麥舟發乍浦，千鍾漕艘汎洋臺，焦勞撫字聊循分，時借君恩雨露來[13]。